# Matty Pattison
Matthew „Matty” Pattison (ur. 27 października 1986 w Johannesburgu) – południowoafrykański piłkarz występujący na pozycji pomocnika. Obecnie gra w Norwich City. Wcześniej występował w Newcastle United.